# اطلس (پنسیلوانیا)
اطلس (به انگلیسی: Atlas) یک منطقهٔ مسکونی در ایالات متحده آمریکا است که در شهرستان نورث‌آمبرلند، پنسیلوانیا واقع شده‌است. اطلس ۸۰۹ نفر جمعیت دارد.